# Tetris: The Grand Master
Tetris: The Grand Master (souvent abrégé TGM) est une série de jeu de puzzle créée par Arika, Inc. et basée sur la licence Tetris.
Le premier opus sort en 1998, sous le nom Tetris: The Grand Master. Deux suites sortent quelques années plus tard : Tetris: The Absolute – The Grand Master 2 en octobre 2000 et Tetris: The Grand Master 3 – Terror‑Instinct en mars 2005.

## Historique
Sorti en 1998, Tetris: The Grand Master a introduit de nouveaux concepts au gameplay du Tetris original, reprit également dans ses suites mais aussi dans d'autres adaptations de Tetris. TGM a donné suite à de nouveaux épisodes, aussi développés par Arika :
- Tetris: The Grand Master 2 - The Absolute en 2000.
- Tetris: The Grand Master 3 - Terror-Instinct en 2005.
- Tetris: The Grand Master 4 - Absolute Eye en 2025.

Une version console, publiée par AQ Interactive et nommée Tetris: The Grandmaster Ace, est sorti sur Xbox 360 le 10 décembre 2005 et a été un des premiers titres au lancement de cette console au Japon.

## Système de jeu
Le gameplay des TGM est similaire aux autres Tetris. Le joueur doit déplacer et tourner les tétrominos tombants afin de constituer des lignes horizontales qui, une fois complètes, sont retirées. Durant la partie, le jeu attribue automatiquement un rang au joueur selon son score. Celui-ci, démarrant à 9, peut atteindre au maximum le rang GM (Grand Master).

### Niveaux
Le but du jeu est d'arriver au niveau 999 (le plus haut niveau), ainsi que d'atteindre le rang GM. Représentant sa difficulté, le niveau augmente lorsque le joueur complète 10 lignes dans la plupart des Tetris. Le système de TGM est différent : le niveau augmente pour chaque pièce placée et verrouillée ou également pour chaque ligne complétée. Une exception à cette règle intervient pour les niveaux se terminant par le nombre 99 (99, 199, 299...), ainsi que pour le niveau 998 : le niveau augmente quand une ligne est complétée mais pas quand une pièce est placée. Cependant, TGM3 propose un système d'avancement des niveaux différent des autres Tetris: The Grand Master.
| Lignes complétées | Avancement des niveaux | Avancement des niveaux |
| Lignes complétées | TGM, TGM2 et TGM2+     | TGM3                   |
| ----------------- | ---------------------- | ---------------------- |
| 1 (Single)        | 1                      | 1                      |
| 2 (Double)        | 2                      | 2                      |
| 3 (Triple)        | 3                      | 4                      |
| 4 (Tetris)        | 4                      | 6                      |

### Vitesse de chute
La vitesse de chute des tétrominos est mesurée par une unité nommé G. Pour les 300 premiers niveaux, la vitesse du jeu est inférieure à 1G. À partir du niveau 500, les pièces n'ont plus de phase aérienne et tombent immédiatement. Cet état de vitesse maximum est mesuré 20G par les concepteurs. Ce changement modifie radicalement la manière de jouer et oblige le joueur à user d'une stratégie. Cette vitesse s'interprète ainsi : c'est le nombre de cases parcourues par la pièce en une frame (affichage de 60 frames par seconde). Le champ étant de hauteur 20, 20G signifie que la pièce tombe instantanément en bas.

### Position des tétrominos
Contrairement à un Tetris traditionnel, la position initiale des tétrominos est la position la plus basse, le joueur est ainsi obligé de tourner les pièces pour les placer verticalement. Par exemple, un tétromino de forme I (, quatre carrés selon une ligne) sera présenté horizontalement avant sa chute, et non verticalement.

### Verrouillage
Reprenant le concept du Tetris de Sega, les pièces ne sont pas automatiquement verrouillées lorsqu'elles sont mises en contact avec le bloc de pièces déjà placé à l'écran. Ainsi les pièces peuvent être manœuvrées un très court instant avant leur verrouillage.

## Jeux

### Tetris: The Grand Master
Le jeu original est sorti sur le système d'arcade Capcom ZN-2. Il est jouable dans les salles d'arcade japonaises à partir du mois d'août 1998.
Ce jeu est finalement porté sur PS4 et Nintendo Switch en novembre 2022 dans la collection Arcade Archive, pour une sortie mondiale, une première dans la série.

### Tetris: The Absolute - The Grand Master 2
Sorti en 2000 sur le système d'arcade SH2 de Psikyo, cette suite propose plusieurs modes de jeu :
- Normal : mode similaire au premier TGM.
- Master : mode similaire au mode Normal mais avec une difficulté accrue.
- Versus : mode versus avancé.
- Doubles[2] : mode 2 joueurs en mode coopératif.

Une mise à jour de ce jeu, connu sous le nom Plus, ajoute des modes additionnels :
- TGM+ : mode Normal avec ajout régulier au fond du puits d'une ligne de déchets dont seule la case la plus à droite est libre[2].
- T.A. Death, célèbre par son niveau de difficulté.

La version Plus du jeu est sortie sur consoles Nintendo Switch et PS4 dans la collection Arcade Archive le premier juin 2023.

### Tetris: The Grand Master 3 - Terror Instinct
TGM3 est sorti en 2005 et tourne à présent sur Taito Type X, système d'arcade basé sur du compatible PC. Ce troisième volet inclut les modes de jeu suivants :
- Easy : mode facile.
- Master : mode classique.
- Sakura : mode puzzle.
- Shirase : extension du T.A. Death.

### Tetris: The Grand Master Ace
Sorti uniquement sur Xbox 360 en 2005, ce volet est une exclusivité console et sera le premier épisode à ne pas sortir en arcade. Le jeu est disponible à la sortie de la console et n'est compatible qu'avec les consoles japonaises et asiatiques à cause de son zonage.

### Tetris: The Grand Master 4 - Absolute Eye
Sorti le 4 Avril 2025 sur Steam pour Windows, ce quatrième volet est sorti après 20 ans d'écart du dernier. Le jeu inclus plusieurs nouveaux modes de jeu suivants :
- Normal : Uniquement accessible avec la méthode de contrôle TGM, c'est un mode de Tetris Standard où vous faites la course pour terminer le plus vite.
- Marathon : Uniquement accessible avec la méthode de contrôle Standard, c'est un mode de Tetris Standard où vous visez le score le plus élevé.
- Asuka : Mode pour joueurs avancés, on y rivalise pour atteindre le plus haut niveau.
- Master : Un mode encore jamais vu réservé aux joueurs les plus confirmés en Tetris. Visez le plus haut niveau possible !
- Konoha : Affrontez-vous sur le nombre de All Clear avec les Big Minos. Chaque All Clear débloque une illustration bonus.
- Shiranui : Un mode ou vous pouvez affronter un CPU.

### Jeux abandonnés

#### Portage sur Playstation
Un portage de la première édition Tetris: The Grand Master est prévu en 1999 sur Playstation, mais le jeu ne peut sortir à cause du refus de la Tetris Company d'accorder la licence Tetris à plusieurs jeux dans la même année.

## Homebrew
Un jeu amateur, Tetris The Grand Master Challenge développé par MeRAMAN, était sorti sur la console portable Nintendo DS. Cependant, le téléchargement de cet homebrew fut retiré du site et son développement arrêté à la suite d'un différend avec The Tetris Company, société détentrice de la licence Tetris.